# Tim Rice
Timothy Miles Bindon Rice, Kt (Amersham, 10 de novembro de 1944) é um escritor, compositor e letrista britânico. É um popular letrista, vencedor de dois Oscar, e de outros prêmios como o Globo de Ouro, Tony Award e Grammy Award.
Ele é conhecido pela sua parceria com o compositor Andrew Lloyd Webber, que gerou musicais de sucesso como Jesus Christ Superstar e Evita. Ele também colaborou com Alan Menken para a trilha sonora de Aladdin, e com Elton John para a trilha de O Rei Leão, O Caminho para El Dorado e o musical Aida.
Rice foi condecorado por Elizabeth II pelos serviços prestados à música. Ele tem uma estrela no Hollywood Walk of Fame, e faz parte do Songwriter's Hall of Fame, é um destinatário do Disney Legend, e membro da Academia Britânica de letristas, compositores e autores .
Junto com seus amigos apresentadores de rádio Jo, Mike Ler e Paul Gambaccini , ele foi co-fundador do Guinness Book of British Hit Singles e serviu como um editor de 1977 a 1996. Ele também tem sido um palestrante convidado frequente por muitos anos nos jogos de rádio apenas um minuto e Trivia Game. Ele escreveu o prefácio para o livro Why Do Buses Come In Threes por Rob Eastaway e Jeremy Wyndham, e com destaque em One Hit Wonderland de Tony Hawks, onde ele co-escreveu a canção que deu Hawks um top vinte hit na Albânia.
Ele lançou sua autobiografia Oh What a Circus: The Autobiography of Tim Rice em 1998, que cobria a sua infância e início da vida adulta, até a abertura da produção original de Londres de Evita em 1978. Ele está atualmente trabalhando em uma continuação, cobrindo sua vida e carreira desde então.

## Teatro Musical
- 1968: Joseph and the Amazing Technicolor Dreamcoat com música de Andrew Lloyd Webber;
- 1970: Jesus Christ Superstar com música de Andrew Lloyd Webber;
- 1976: Evita com música de Andrew Lloyd Webber;
- 1983: Blondel com música de Stephen Oliver;
- 1984: Chess com música de Benny Andersson e Björn Ulvaeus;
- 1986: Cricket com música de Andrew Lloyd Webber;
- 1992: Tycoon com música de Michel Berger (adaptação inglesa do francês musical Starmania, com letras originais franceses por Luc Plamondon )
- 1994: A Bela e a Fera , com nove canções para as músicas de Alan Menken; as músicas restantes apresentam as letras de Howard Ashman, como escrita para o filme de 1991.
- 1996: Heathcliff com música de John Farrar;
- 1997: O Rei Leão com música de Elton John
- 1997:King David com música de Alan Menken;
- 2000: Aida com música de Elton John;
- 2005:  The Likes of Us , com música de Andrew Lloyd Webber (escrito em 1965, mas encenada pela primeira vez no Festival Sydmonton em 9 de julho de 2005[2])
- 2011: O Mágico de Oz, com música de Andrew Lloyd Webber para seis novas canções; também letras adicionais para 4 canções com música de Harold Arlen e letras de EY Harburg. Os restantes das 13 canções são apenas de Arlen e Harburg.
- 2013: From Here to Eternity com música de Stuart Bryson, com base no romance de James Jones de mesmo nome.
- 2014: Aladdin, música de Menken com co-letras de Howard Ashman e Chad Beguelin.

## Cinema e Televisão
Além de adaptações de suas produções teatrais, Rice já trabalhou em vários projetos de cinema e televisão originais:
- 1992 - Aladdin com música de Alan Menken; trabalho iniciado por Howard Ashman
- 1994 - O Rei Leão com música de Elton John, pontuação por Hans Zimmer
- 2000 - O Caminho para El Dorado com música de Elton John, pontuação por Hans Zimmer e John Powell

## Prêmios
Por Aladdin, ganhou um prêmio da Academia, um Globo de Ouro e Grammy de Canção do Ano para a canção "A Whole New World". Por O Rei Leão venceu o Globo de Ouro e ao Oscar de melhor canção original por "Can You Feel the Love Tonight". Em 1996, a sua colaboração com Lloyd Webber para a versão cinematográfica de Evita fez Rice receber sua terceira nomeação ao Oscar de Melhor Canção Original com a música "You Must Love Me".
Rice foi feito um Cavaleiro Bacharel pela rainha Elizabeth II em 1994, e foi introduzido no Songwriters Hall of Fame em 1999, e foi nomeado uma lenda da Disney em 2002.